# Caroline Harris
Caroline Harris (* in Chicago, Illinois) ist eine US-amerikanische Schauspielerin.

## Leben
Harris machte an der Northwestern University ihren Bachelor of Arts in den Fächern Theater und Spanisch, anschließend studierte sie an der London Academy of Music and Dramatic Art. Während ihrer Zeit in London spielte sie in mehreren Bühnenstücken des LAMDA mit. Erste Erfahrungen im Filmschauspiel sammelte sie durch Besetzungen in einer Reihe von Kurzfilmen ab 2016. 2018 übernahm sie in den von The Asylum produzierten Filmen Alien Siege – Angriffsziel Erde und Megalodon größere Rollen. 2020 war sie in einer Episode der Fernsehserie Westworld zu sehen. Im selben Jahr übernahm sie in 14 Episoden der Fernsehserie Tyler Perry's Bruh die Rolle der Valerie. Ebenfalls 2020 übernahm sie eine Nebenrolle in dem Spielfilm Happiest Season.
Harris ist in Los Angeles wohnhaft.

## Filmografie (Auswahl)
- 2016: Green River Bend (Kurzfilm)
- 2017: Compatibility Report (Kurzfilm)
- 2017: Perspectives (Kurzfilm)
- 2018: Alien Siege – Angriffsziel Erde (Alien Siege)
- 2018: Megalodon – Die Bestie aus der Tiefe (Megalodon, Fernsehfilm)
- 2018: Goodnight (Kurzfilm)
- 2019: Together (Kurzfilm)
- 2019: Ringmen (Kurzfilm)
- 2019: Toother (Kurzfilm)
- 2019: Trauma Informed (Kurzfilm)
- 2019: Shook (Fernsehserie, 3 Episoden)
- 2019: American Anthology: Ruth Okenowi (Fernsehfilm)
- 2020: My Nightmare Landlord (Fernsehfilm)
- 2020: Westworld (Fernsehserie, Episode 3x08)
- 2020–2021: Tyler Perry's Bruh (Fernsehserie, 18 Episoden)
- 2020: Happiest Season
- 2020: Dashing in December (Fernsehfilm)
- 2020: 30 Days To Kick Ass Love
- 2021: Amy and Peter Are Getting Divorced
- 2021: Tethered
- 2022: American Gigolo (Fernsehserie, Episode 1x01)
- 2022: City on a Hill (Fernsehserie, 3 Episoden)
- 2022: Bar Fight!
- seit 2024: FBI – Most Wanted (Fernsehserie, 3 Episoden)

## Theater
- Five Women Wareng the Same Dress, Regie: Sarah Esdaile (London Academy of Music and Dramatic Art)
- Blood Wedding, Regie: John Baxter (London Academy of Music and Dramatic Art)
- Three Sisters, Regie: Joe Blatchley (London Academy of Music and Dramatic Art)
- The Rehearsal, Regie: Amelia Spears (London Academy of Music and Dramatic Art)
- Love and Understanding, Regie: Jenny Lipman (London Academy of Music and Dramatic Art)
- A Midsummer Night's Dream, Regie: Adam Meggido (London Academy of Music and Dramatic Art)
- The Tempest, Regie: James Kerr (London Academy of Music and Dramatic Art)
- Good Men Wanted, Regie: Jaki Bradley (Ars Nova)
- Battle Ratte of the Republic, Regie: Luis Cardenas (Open Hydrant)